# Alexander Domínguez
Alexander Domínguez Carabalí, mais conhecido como Alexander Domínguez (Tachina, Esmeraldas, 5 de junho de 1987), é um futebolista equatoriano que atua como goleiro. Atualmente, joga pelo LDU Quito.
Pela seleção, Domínguez atuou como titular na Copa do Mundo de 2014.

## Títulos
Liga de Quito
- Campeonato Equatoriano: 2007 e 2010
- Copa Libertadores da América: 2008
- Recopa Sul-americana: 2009
- Copa Sul-americana: 2009 e 2023

### Prêmios individuais
- Seleção da Copa Sul-Americana: 2023[1]